# Shengjiaba (sockenhuvudort i Kina, Hubei Sheng, lat 29,98, long 109,22)
Shengjiaba är en sockenhuvudort i Kina. Den ligger i provinsen Hubei, i den centrala delen av landet, omkring 490 kilometer väster om provinshuvudstaden Wuhan. Antalet invånare är 30 659. Befolkningen består av 14 804 kvinnor och 15 855 män. Barn under 15 år utgör 19,0 %, vuxna 15-64 år 67 %, och äldre över 65 år 12,0 %.
Runt Shengjiaba är det ganska tätbefolkat, med 124 invånare per kvadratkilometer. Shengjiaba är det största samhället i trakten. I omgivningarna runt Shengjiaba växer i huvudsak blandskog.
Genomsnittlig årsnederbörd är 1 647 millimeter. Den regnigaste månaden är september, med i genomsnitt 269 mm nederbörd, och den torraste är december, med 17 mm nederbörd.